# آرتور آلبرت
آرتور آلبرت (زاده ۹ ژوئیه ۱۹۴۶) فیلمبردار و کارگردان تلویزیونی آمریکایی است. نام الی وی آرتورو آلبرت است و متولد کاراکاس در کشور ونزوئلا است.
از فیلم‌هایی که وی در آن‌ها نقش داشته است، می‌توان به با شمشیر اشاره نمود.